# تنظيم القاعدة في جزيرة العرب
 تنظيم القاعدة في جزيرة العرب هو تنظيم إسلامي مجاهد يتخذ من جنوب اليمن مقراً له. تطورت عملياته بعد ذلك لتشمل السلطة القائمة في كل من الرياض وصنعاء بعدما سعى البلدين إلى القضاء على التنظيم. توالى عدد من الشخصيات على قيادة التنظيم في السعودية وفي اليمن، وقد قتل بعضهم، لكن ظهر بعد الاندماج قيادات جديدة على الساحة. تفرع عن القاعدة تنظيم أنصار الشريعة لقتال الحوثيين (أنصار الله).
في 16 يونيو 2015 عين التنظيم قاسم الريمي زعيماً له، خلفاً لناصر الوحيشي الذي قتل بغارة جوية أمريكية بطائرة دون طيار في مدينة المكلا عاصمة محافظة حضرموت شرق اليمن. في 29 يناير 2020 قتل زعيم التنظيم قاسم الريمي في غارة جوية أمريكية، وعُيِّن خالد باطرفي خلفاً له. وفي 10 مارس 2024 أعلن التنظيم مقتل زعيمه خالد باطرفي بدون أنّ يقدم أسبابا لذلك. وذكر مركز "سايت" الذي يرصد وسائل الإعلام الجهادية، أن المسؤول الشرعي في التنظيم إبراهيم القوصي أعلن في تسجيل أن سعد بن عاطف العولقي هو الزعيم الجديد للتنظيم في جزيرة العرب.

## عمليات

### في السعودية
قبل اندماج الفرعين السعودي واليمني قام تنظيم القاعدة بعدد من العمليات في الأراضي السعودية أبرزها: في فبراير عام 1995م: هجوم بالسيارة المفخخة على إدارة للحرس الوطني يؤدي إلى مقتل ستة أشخاص من بينهم خمسة أميركيين. في يونيو عام 1996م هجوم عنيف بشاحنة مفخخة على قاعدة عسكرية أميركية بالخبر يخلف 19 قتيلاً وحوالي 500 جريح. في مايو عام 2003م: هجوم بثلاث سيارات مفخخة على مجمع سكني بالرياض تقطنه غالبية غربية يسفر عن مقتل 26 شخصاً إضافة إلى مقتل تسعة من المهاجمين. في نوفمبر عام 2003م: هجوم بشاحنة مفخخة يستهدف مجمعاً سكنياً بالرياض يسفر عن سقوط 17 قتيلاً و100 جريح. في الأول من مايو عام 2004م هجوم بمدينة ينبع يخلف ستة قتلى غربيين.
في 29 مايو عام 2004م : مسلح يقتحم مجمعاً سكنياً في الخبر ويحتجز العشرات رهائن، أغلبهم موظفون في شركات نفط أجنبية، وخلفت العملية مقتل 19 غربياً وتمكن المهاجم من الفرار. في ديسمبر عام 2004م: هاجم مسلحون مقر القنصلية الأميركية بمدينة جدة، وخلف الهجوم خمسة قتلى من عمال القنصلية إضافة إلى مقتل المهاجمين. في عام 2005م: القوات السعودية تشن عملية واسعة على معاقل التنظيم وأدت الحملة إلى توجيه ضربة موجعة للتنظيم إثر مقتل عدد من قادته ومقاتليه واعتقال عدد آخر وهو ما أدى إلى تراجع عمليات التنظيم خاصة الكبيرة منها.

### في اليمن
أما بالنسبة لفرع التنظيم في اليمن فقد اقتصرت هجماته قبل الاندماج على بعض العمليات الصغيرة التي يُهَاجَم خلالها أشخاص غربيين باستثناء الهجوم على المدمرة الأميركية كول في أكتوبر عام 2000م في خليج عدن الذي أسفر عن مقتل 17 جندياً أميركياً وإصابة 38 آخرين وكذلك الهجوم على السفارة الأمريكية في صنعاء في سبتمبر عام 2008م الذي أدى إلى مقتل 16 شخصاً.

### بعد الإندماج
تمثلت أبرز عمليات التنظيم في محاولة الاغتيال التي تعرض لها الأمير محمد بن نايف مساعد وزير الداخلية السعودي في 28 أغسطس عام 2009م بمدينة جدة. وتبنيه محاولة تفجير طائرة أميركية في 25 ديسمبر عام 2009م عندما كانت تقوم برحلة من أمستردام بهولندا إلى مدينة ديترويت بالولايات المتحدة قام بها النيجيري عمر الفاروق قبل أن تُحْبَط. وفي نهاية أكتوبر عام 2010م عُثِّر في مطار دبي على طرود ملغومة في طائرة شحن متوجهة إلى الولايات المتحدة انطلاقاً من اليمن، واتهمت واشنطن التنظيم بالوقوف وراء العملية.

### مجزرة مستشفى العرضي
قبيل الهجوم كانت قناة وصال الفضائية تشن حملة اعلامية وتحرض على استهداف مستشفى العرضي.
اشرف تنظيم القاعدة في جزيرة العرب على عملية اقتحام مستشفى العرضي مما خلف 56 شخصا قتيل وإصابة 176 آخرين بجروح غالبيتهم من الأطباء والممرضات والمدنيين والاطفال.
وقد ادلى قاسم الريمي زعيم القاعدة بيان يعتذر فيه عن مجزرة مستشفى العرضي.

## الأعضاء
| أكثر المطلوبين |                                         | ملاحظة |
| --- | --------------------------------------- | --- |
| | يوسف العييري (or Ayyiri, etc.)          | زعيم، وكاتب، ومسؤول، قتل يونيو 2003 في السعودية. |
| 3 | خالد الحاج                              | زعيم الذي قتل في الرياض مارس أو أبريل 2004 |
| 1 | عبد العزيز المقرن                       | زعيم الذي قتل في الرياض 18 يونيو 2004 |
| 5 | صالح العوفي                             | زعيم، قتل في 17 أو 18 أغسطس 2005 في المدينة المنورة |
| 2 | راكان محسن محمد الصيخان                 | قتل 12 أبريل 2004 في الرياض |
| 7 | سعود حمود عبيد القطيني العتيبي          | عضو بارز، قتل مع 15 شخصا في معركة استمرت 3 أيام في الرس (محافظة) أبريل 2005.                                                                                             |
| 4 | عبد الكريم المجاطي                      | مغربي، قتل مع سعود العتيبي في الرس، كان مطلوبا في الولايات المتحدة تحت اسم كريم الميجاتي                                                                                 |
| 6 | إبراهيم محمد عبدا لله الريس             | قتل 8 ديسمبر 2003 في الرياض |
| 8 | أحمد عبد الرحمن صقر الفضلي              | قتل في 22 أبريل 2004 في جدة |
| 9 | سلطان جبران سلطان القحطاني              | قتل في 23 سبتمبر 2003 في جازان |
| 10 | عبد الله سعود السباعي                   | قتل 29 ديسمبر 2004 |
| 11 | فيصل عبد الرحمن عبد الله الدخيل         | قتل مع المقرن |
| 12 | فارس آل شويل الزهراني                   | منظر، قبض عليه في 5 أغسطس 2004 في أبها |
| 13 | خالد مبارك حبيب الله القرشي             | مقتل 22 أبريل 2004 في جدة |
| 14 | منصور محمد أحمد فقيه                    | استسلم في 30 ديسمبر 2003 في نجران |
| 15 | عيسى سعد محمد بن عوشن                   | منظر، قتل 20 يوليو 2004 في الرياض |
| 16 | طالب سعود عبد الله آل طالب              | at large; (last of the original 26) |
| 17 | مصطفى إبراهيم محمد مباركي               | مقتل 22 أبريل 2004 في جدة |
| 18 | عبد المجيد محمد المنيع                  | منظر، قتل 12 أكتوبر 2004 في الرياض |
| 19 | ناصر راشد ناصر الراشد                   | مقتل 12 أبريل 2004 في الرياض |
| | سلطان بن بجاد العتيبي                   | متحدث، وكاتب لتنظيم القاعدة، قتل في 28 أو 29 ديسمبر 2004 |
| 20 | بندر عبد الرحمن عبد الله الدخيل         | قتل في ديسمبر 2004 |
| 21 | عثمان هادي آل مقبول العمري              | recanted, under an amnesty deal, 28 يونيو 2004 in Namas |
| 22 | طلال عنبر أحمد عنبري                    | قتل في 22 أبريل 2004 في جدة |
| 23 | عامر محسن مريف آل زيدان الشهري          | قتل في 6 نوفمبر 2003 في الرياض |
| 24 | عبد الله محمد راشد الرشود               | منظر، قتل مايو أو يونيو 2005 في العراق |
| 25 | عبد الرحمن محمد محمد يازجي              | قتل في 6 أبريل 2005 |
| 26 | حسين محمد الحسكي                        | مغربي، قبض عليه في بلجيكا |
| | تركي ناصر مشعل الدندني                  | زعيم الخلية، المطلوب الأول سابقاً، توفي منتحرا في يوليو 2003 الجوف (محافظة)                                                                                               |
| | إبراهيم بن عبد العزيز بن محمد المزين    | قتل مع خالد علي الحاج |
| | عبد الكريم محمد جبران اليازجي           | قتل في 2 يونيو 2004 في الطائف |
| | محمد عثمان عبد الله الوليدي الشهري      | [ 25 ] |
| | منصور فقيه                              | استسلم |
| | حمد فهد عبد الله الأسلمي الشمري         | [ 25 ] |
| | أحمد ناصر عبد الله الدخيل               | (توفي) |
| | تركي بن فيهد المطيري                    | قتل مع المقرن |
| | جبران علي حكمي                          | [ 29 ] |
| | هاني سعيد أحمد عبد الكريم الغامدي       | [ 29 ] |
| | علي عبد الرحمن الغامدي                  | استسلم في 26 يونيو 2003 |
| | بندر عبد الرحمن الغامدي                 | اعتقل في سبتمبر 2003 في اليمن وتم تسليمة إلى السعودية |
| | فواز يحيى الربيعي                       | قتل في 1 أكتوبر 2006 في اليمن |
| | عبد الرحمن منصور جبارة                  | كندي كويتي من أصل عراقي، قتل وفقاً لتنظيم القاعدة. شقيق محمد منصور جبارة                                                                                                  |
| |                                         | قبض في مكان ما خارج المملكة العربية السعودية، تم تسليمه إلى المملكة العربية السعودية نوفمبر 2005                                                                         |
| |                                         | قتل في منطقة القصيم ديسمبر 2005 |
| | محمد بن عبد الرحمن السويلمي             | قتل في منطقة القصيم ديسمبر 2005 |
| وفقاً للسلطات السعودية، قتل هؤلاء الـ 12 أثناء ارتكاب تفجيرات الرياض في 12 مايو 2003. وكان العديد منهم من المطلوبين سابقاً. |                                         | |
| | خالد محمد مسلم الجهني                   | قائد المجموعة |
| | عبد الكريم محمد جبران اليازجي           | |
| | ومحمد عثمان عبد الله الوليدي الشهري     | |
| | هاني سعيد أحمد عبد الكريم الغامدي       | |
| | جبران علي أحمد حكمي خبراني              | |
| | خالد بن إبراهيم محمود                   | |
| | محماس بن محمد محماس الهواشلة الدوسري    | |
| | محمد بن شظاف علي آل محزوم الشهري        | |
| | حازم محمد سعيد                          | يدعى "كشمير" |
| | ماجد عبد الله سعد بن عكيل               | |
| | بندر بن عبد الرحمن منور الرحيمي المطيري | |
| | عبد الله فارس بن جفين الرحيمي المطيري   | |
| | عبدالله حسن عسيري                       | وفي بمحاولة اغتيال أمير سعودي في أكتوبر 2009. |
| أفيد أن الخمسة الأشخاص قتلوا في الدمام في أوائل سبتمبر 2005.                                                              |                                         | |
| | زيد سعد زيد السماري                     | مطلوب سابق، قتل من قبل القوات السعودية في 2005 |
| | صالح منصور محسن الفريدي الحربي          | |
| | سلطان صالح حوسان                        | |
| | نايف فرحان جلال الجهيشي الشمري          | |
| | محمد عبد الرحمن محمد السويلمي           | |
| | أبو الحارث محمد العوفي                  | معتقل سابق في غوانتانامو ظهر في تهديد فيديو يوتيوب في يناير كانون الثاني عام 2009، وسلم نفسه طوعا إلى السلطات السعودية في وقت لاحق من الشهر.                             |
| | أبو عبد الرحمن الفرنجي                  | A تحول ديني—allegedly trained as a bombmaker—hunted by CIA, MI5 and Politiets sikkerhetstjeneste, since 2012. (His legal name in Norway has not been revealed by media.) |

## التنظيمات المتفرعة
- تنظيم القاعدة في جزيرة العرب
  - أنصار الشريعة
    - ولاية عدن أبين (مبايع لداعش)